# Yuki Ozawa
Yuki Ozawa (小澤 雄希 Ozawa Yuki?, nacido el 4 de octubre de 1983 en Shizuoka) es un exfutbolista japonés. Jugaba de defensa y su último club fue el Kamatamare Sanuki de Japón.

## Trayectoria

### Clubes
| Club              | País         | Año         |
| ----------------- | ------------ | ----------- |
| VV SHO            | Países Bajos | 2003 - 2007 |
| Mito HollyHock    | Japón        | 2008 - 2009 |
| Shonan Bellmare   | Japón        | 2010 - 2011 |
| SC Sagamihara     | Japón        | 2012 - 2013 |
| Kamatamare Sanuki | Japón        | 2014 - 2016 |

## Estadística de carrera

### J. League
| Club              | Año   | J. League | J. League | Copa J. League | Copa J. League | Total | Total |
| Club              | Año   | Part.     | Goles     | Part.          | Goles          | Part. | Goles |
| ----------------- | ----- | --------- | --------- | -------------- | -------------- | ----- | ----- |
| Mito HollyHock    | 2008  | 30        | 0         | -              | -              | 30    | 0     |
| Mito HollyHock    | 2009  | 48        | 1         | -              | -              | 48    | 1     |
| Shonan Bellmare   | 2010  | 11        | 0         | 5              | 0              | 16    | 0     |
| Shonan Bellmare   | 2011  | 0         | 0         | -              | -              | 0     | 0     |
| Kamatamare Sanuki | 2014  | 41        | 0         | -              | -              | 41    | 0     |
| Kamatamare Sanuki | 2015  | 38        | 0         | -              | -              | 38    | 0     |
| Kamatamare Sanuki | 2016  | 19        | 1         | -              | -              | 19    | 1     |
| Total             | Total | 187       | 2         | 5              | 0              | 192   | 2     |